# Peperomia ecuadorensis
Peperomia ecuadorensis är en pepparväxtart som beskrevs av C. Dc.. Peperomia ecuadorensis ingår i släktet peperomior, och familjen pepparväxter. Inga underarter finns listade i Catalogue of Life.